# Лешников, Аспарух
Аспару́х Дими́тров Ле́шников (А́ри Лешников; 16 июня 1897, Хасково, Княжество Болгария — 31 июля 1978, София, Народная Республика Болгария) — болгарский эстрадный певец, тенор, исполнитель популярных песен в жанре городского шлягера. Участник популярной в 1920—1930-х годах вокальной группы Comedian Harmonists. Европейские критики называли Ари «рыцарем верхнего фа».

## Биография

### Ранние годы
Аспарух Лешников родился 16 июля 1896 года (по некоторым источникам — 16 июня) в Хасково. С восьми лет пел в школьном хоре в Стара-Загора и в церковном хоре. Мальчик обладал чистым сопрановым тембром и пел в хоре женскую партию. В 10-летнем возрасте Аспарух осиротел и за государственный счёт был направлен на обучение в военное училище в Софию, юноша намеревался сделать военную карьеру. Однако одарённый кадет привлёк внимание школьного капельмейстера и композитора Георгия Атанасова, который устроил его на обучение пению к тенору Петру Райчеву. Впоследствии занятия с профессором Иваном Вульпе окончательно заставили юнкера Лешникова отказаться от военной карьеры.
Лешников продолжил образование в Берлине. Большую поддержку молодому певцу оказала актриса и певица Ольга Чехова. В 1922 году Лешников выиграл полную стипендию, обойдя 180 конкурентов, и получил возможность учиться в Берлинской консерватории. Редкой красоты голос Лешникова мог обеспечить ему блестящую оперную карьеру, но низкий рост был препятствием к сценической деятельности, как полагали преподаватели. Тем не менее, Ари Лешников, несмотря на невысокий рост, был любимцем женщин, отличался импозантной внешностью и элегантными манерами. Лешников зарабатывал на пропитание, работая официантом. В 1927 году устроился солистом в хор Charell-Revue.

### Comedian Harmonists
В 1928 году Лешников принял участие в создании мужского вокального ансамбля Melody Makers, позже получившего название Comedian Harmonists. Группа, в которой Лешников исполнял партию первого тенора, пользовалась невероятным успехом в Европе и США, её популярность сравнивают с популярностью The Beatles. С 1928 по 1934 год группа записала 234 пластинки, тиражи достигали сотен тысяч, в репертуаре было 280 хитов. На пике популярности каждый из музыкантов секстета зарабатывал 60 тысяч золотых марок в год — столько же, сколько ярчайшая кинозвезда Грета Гарбо. Утверждают, что среди поклонников группы были и Геббельс, и Гитлер, и норвежский король Улаф V, а после выступления в 1934 году на авианосце «Саратога» и Рузвельт. Ансамбль (и Ари Лешников) снимался во многих фильмах, в том числе в партнерстве с Марлен Дитрих и Розой Валетти.
О легендарном ансамбле в 1997 году режиссёр Йозеф Фильсмайер снял художественный фильм Comedian Harmonists («Комедианты-музыканты»), завоевавший престижные награды Deutscher Filmpreis и Bayerischer Filmpreis и номинированный на Премию Европейской киноакадемии. Роль Ари Лешникова в фильме исполнил актёр Макс Тидоф.
В 1951 году оперный певец Георги Белчев создал в Болгарии вокальный ансамбль, подобный Comedian Harmonists, и пригласил Лешникова. Однако творчество группы в ту пору не укладывалось в рамки одобренного властями курса, и в 1954 году ансамбль прекратил существование.
В 60-е годы песни Comedian Harmonists вновь стали популярны в Германии. Основателей группы пригласили в знаменитое варьете «Фридрихштадтпаласт», группа возродилась и выступала с огромным успехом. Записи ансамбля переиздавались.

### Самостоятельная деятельность
В качестве сольного исполнителя Лешников пел преимущественно городские шлягеры, в числе наиболее известных — песни «Горчиво кафе», «Белокаменна чешма», «За нашата раздяла», «Страстно обичам жените», «Шепотът на вълните», «Танцувай, циганко». Снялся в фильме «Отново в живота» в роли солиста пастушьего джаза (1947). Долгоиграющая пластинка с городскими шлягерами в исполнении Ари Лешникова вышла и в Болгарии («Балкантон», 1974).

## Награды
Ари Лешников был награждён золотым значком и званием почётного члена «Фридрихштадтпаласта» за заслуги в немецкой культуре в 1968 году. К 80-летию Аспарух Лешников награждён орденом «Кирилл и Мефодий» 1-й степени за вклад в болгарскую культуру (1977).

## Личная жизнь
Ари Лешников был женат дважды. Его первая жена, дочь британского посланника в Париже балерина Делфин, предпочла его богатым и знатным претендентам на её руку. В 1937 году у супругов родился сын Симеон. В 1939 году Лешников был мобилизован на военную службу и возвратился с семьей в Болгарию. Лешников служил комендантом вокзала Подуене и имел достаточно времени, чтобы записать больше 100 дисков. Но в 1944 году дом Лешниковых был разбомблён, семья осталась без крова и даже голодала: в военное время музыка не пользовалась спросом. После 9 сентября положение Аспаруха с его реноме «любимчика Геббельса» стало невыносимым. В 1946 жена при помощи отцовских связей смогла покинуть Болгарию на военном самолёте и увезла сына.
Аспарух Лешников участвовал в бригадирском движении, подрабатывал строителем, уборщиком, сторожем. В послевоенное время пытался зарабатывать профессией в странствующем цирке на разогреве у иллюзиониста, пел в корчмах и на частных вечеринках. В 1947 Лешников познакомился со своей второй женой, 19-летней учительницей младших классов. В этом браке у Лешникова родился сын Анри. Официально оформить брак Лешников смог лишь в 1952 году, с огромным трудом через Красный Крест оформив заочный развод с Делфин.

памятник Ари Лешникову

Аспарух Лешников умер в 1978 году от инсульта, в бедности. Похоронен на Малашевском кладбище в Софии.

## Память
В июне 2015 года на родине певца, в Хасково, открыт памятник Ари Лешникову. Ежегодно в начале июня в Хасково ежегодно проходит фестиваль городского шлягера «С песнями Ари».